# 斜斑普提魚
斜斑普提魚（学名：Bodianus loxozonus），又稱黑鰭狐鯛，俗名三齒仔、紅娘仔、日本婆仔，為輻鰭魚綱鱸形目隆頭魚亞目隆頭魚科的其中一種。

## 分布
本魚分布於西太平洋區，包括日本、台灣、菲律賓、越南、中國南海、越南、印尼、澳洲、庫克群島、新幾內亞、新喀里多尼亞、關島、東加、馬紹爾群島、馬里亞納群島、帛琉、密克羅尼西亞、法屬玻里尼西亞。

## 深度
水深3至40公尺。

## 特徵
本魚體長型，側扁。上下頜突出，前側具 4犬齒，上頜每側具一大圓犬齒。頰部與鰓蓋被鱗。尾鰭截形，上下葉鰭條略突出。體呈淡紅褐色，體側有許多條褐色的縱走線，背鰭的第二和第三棘間有一黑色斑點，背鰭末端基底呈黑色，並向後下方延伸至尾柄下緣和尾鰭下葉。臀鰭邊緣及腹鰭黑色。背鰭硬棘12枚、背鰭軟條9至11枚、臀鰭硬棘3枚、臀鰭軟條11至12。體長可達40公分。

## 生態
本魚棲息於水質清澈的珊瑚礁潟湖或沿岸礁區，產分離的浮游性卵。以底棲無脊椎生物為食。

## 經濟利用
為食用性魚類，肉質膠黏美味，適合紅燒，另可做觀賞魚。